# Gotická architektura na Pyrenejském poloostrově

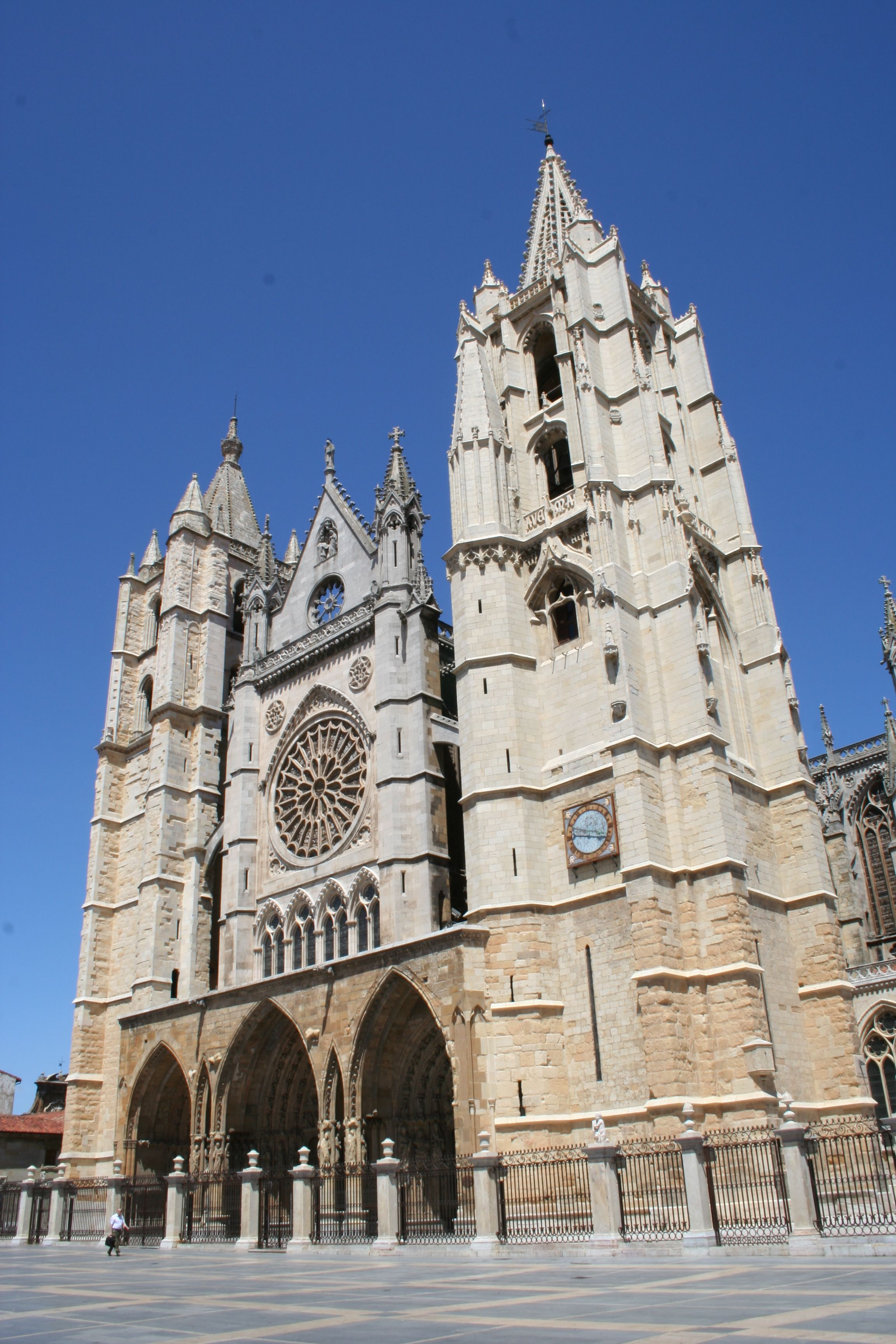
Průčelí katedrály v Leónu

Gotická architektura na Pyrenejském poloostrově výrazně navazuje na francouzské vzory z Île-de-France. Přesto je v gotických stavbách dnešního Španělska a Portugalska přítomno také množství zcela svébytných prvků. Nejvýraznějším z nich je vliv arabské architektury, který se projevil především ve výrazné a zcela originální dekorativnosti. V období pozdní gotiky ve Španělsku a ještě výrazněji v Portugalsku je gotické tvarosloví výrazně doplňováno vlivy italské renesance.

## Základní znaky

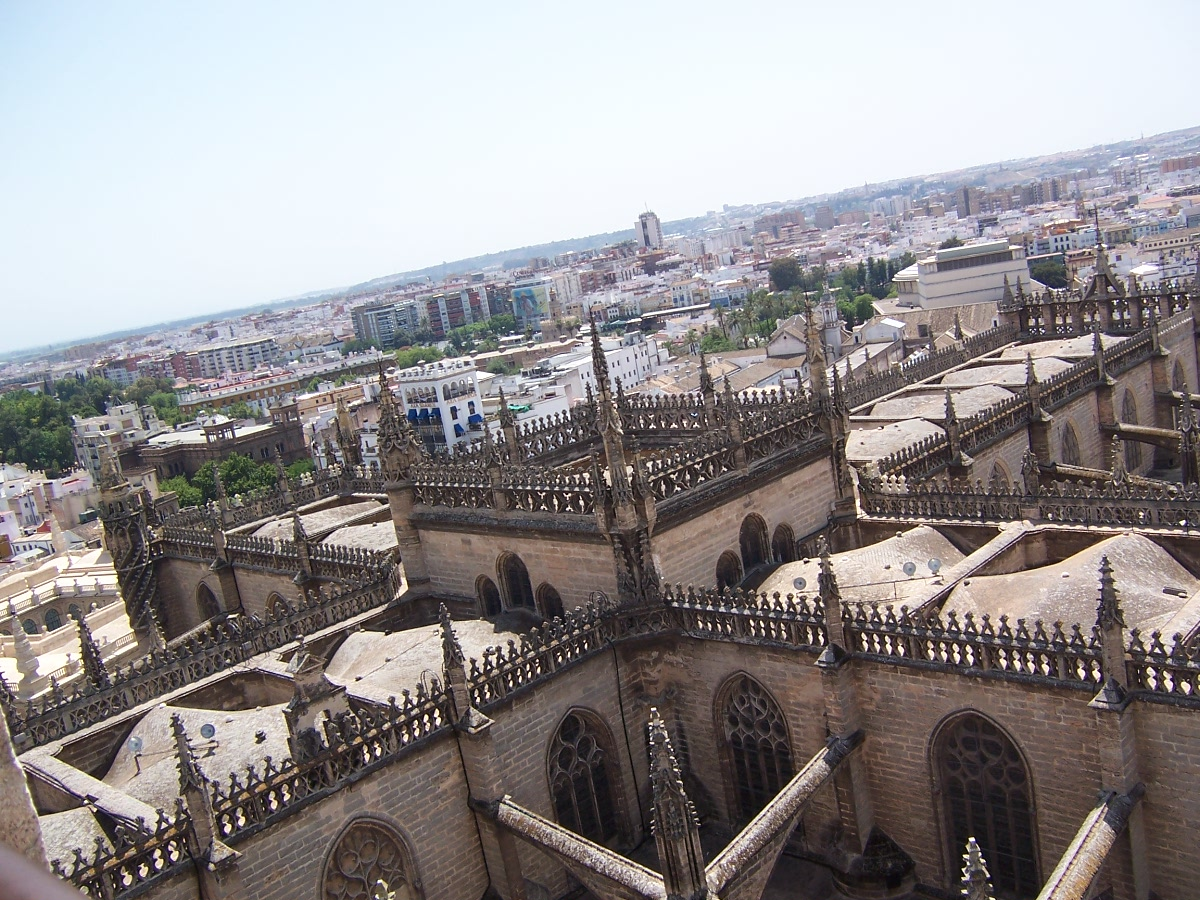
Pohled na katedrálu v Seville z ptačí perspektivy

Pyrenejský poloostrov má k Francii geograficky blízko. To umožnilo poměrně časnou recepci gotické architektury. Francie byla navíc politickým i vojenským spojencem španělských království v boji proti Arabům, kteří stále ještě ovládali jižní část poloostrova. Přejímání gotických prvků proto zpočátku znamenalo především určitou demonstraci tohoto spojenectví. Díky tomu se přejímání odehrávalo především na stavbách spojených s královskou mocí a dělo se tak v politicky motivovaných vlnách, které byly střídány poklesem důrazu na gotické tvarosloví a uplatněním tradičních prvků.
Obecně jsou gotické stavby na Pyrenejském poloostrově nižší a rozložitější, neuplatňuje se zde tolik opěrný systém a plocha oken je menší. Silný je zde vliv arabské, tzv. Mudejarské architektury. Stavby z období pozdní gotiky jsou pak doslova obtěžkány flamboyantním dekorem, který silně připomíná barokní dekorativnost.

## Počátky

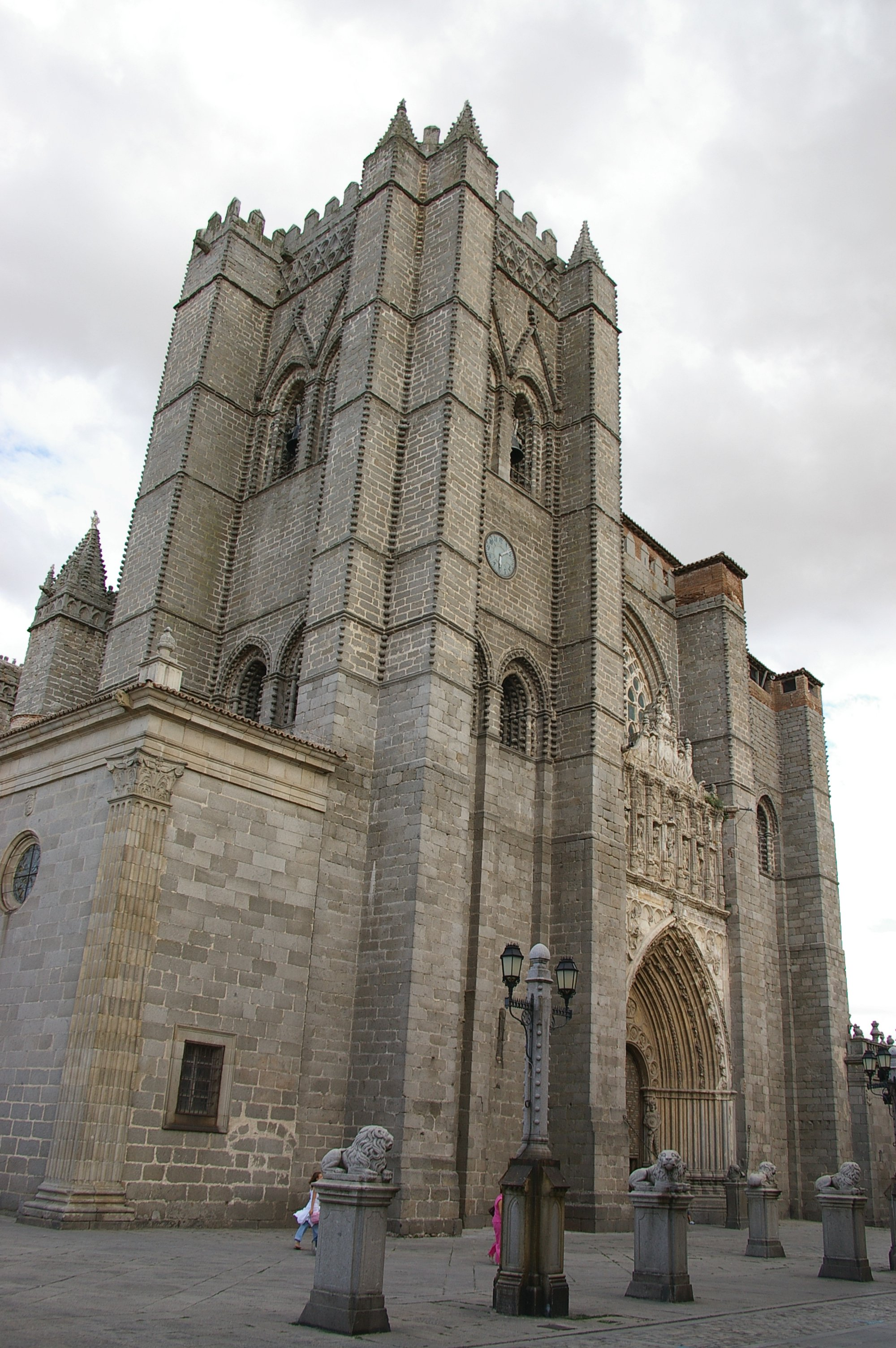
Západní průčelí katedrály v Ávile

Nejstarší stavbou, na níž se objevily gotické prvky je západní část katedrály v Santiagu de Compostela se vstupními portály, stavěná v letech 1168–1188. Mistr Mateo zde použitím křížové žebrové klenby i celkovým rozvrhem prokázal znalost soudobé francouzské a burgundské architektury, ovšem celek přesto ještě díky použití řady tradičních španělských románských prvků nepůsobí goticky. Obdobná je situace na dalších v té době budovaných kostelních stavbách v tehdejším Katalánsku.

### Katedrála vÁvile

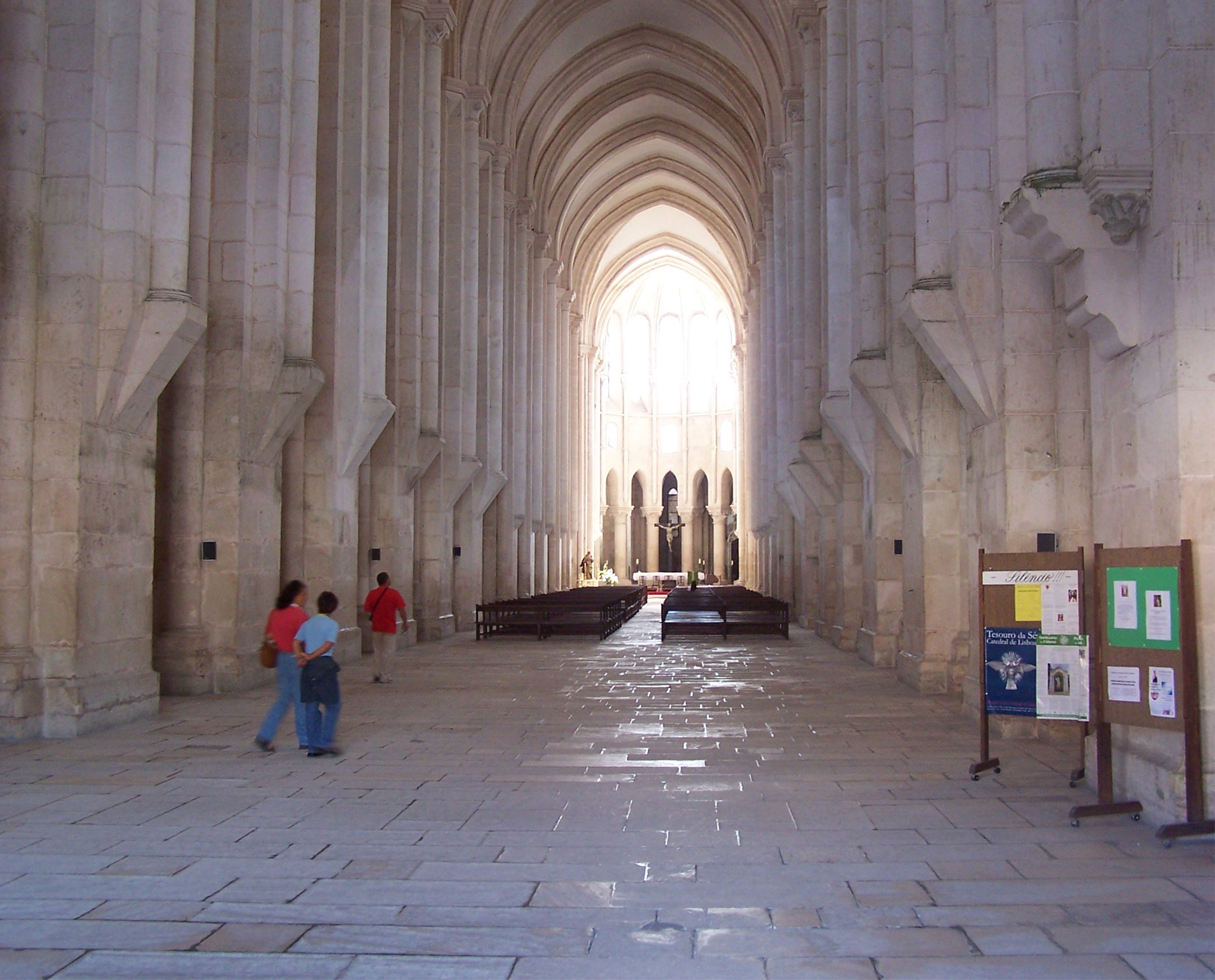
Průhled hlavní lodí klášterního kostela v Alcobaçe

První skutečně gotickou stavbou byla katedrála v kastilské Ávile. Výstavba této mohutné stavby, jejíž vznik souvisí se zřízením biskupství v roce 1142 a s rezidenční funkcí města po roce 1157, kdy došlo k rozdělení království Kastilie a Leónu, začala v sedmdesátých letech 12. století. Katedrála dodržuje francouzský katedrální půdorys. V partii chórového ochozu dokonce používá dvojlodní řešení, což lze chápat jako jasný politický odkaz na opatství Saint-Denis s jeho prvořadým významem pro francouzské krále. Protože však chór katedrály protínal městské hradby a tudíž se stal jejich součástí, bylo naprosto vyloučeno opatřit je velikými gotickými okny. Tento případ proto dobře ukazuje jak motivy pro přejímání gotického slohu, tak i limity jeho použití, neboť výrazně prosklená skeletová konstrukce je jedním ze základních prvků gotické architektury.
Tentýž Alfons VIII. založil roku 1183 před branami města Burgos cisterciácký klášter Las Huelgas. I zde došlo k přejímání francouzských vzorů. Klášterní kostel stavěný na počátku třináctého století totiž takřka do detailu kopíruje francouzské stavby z okolí Laonu.

### Alcobaça

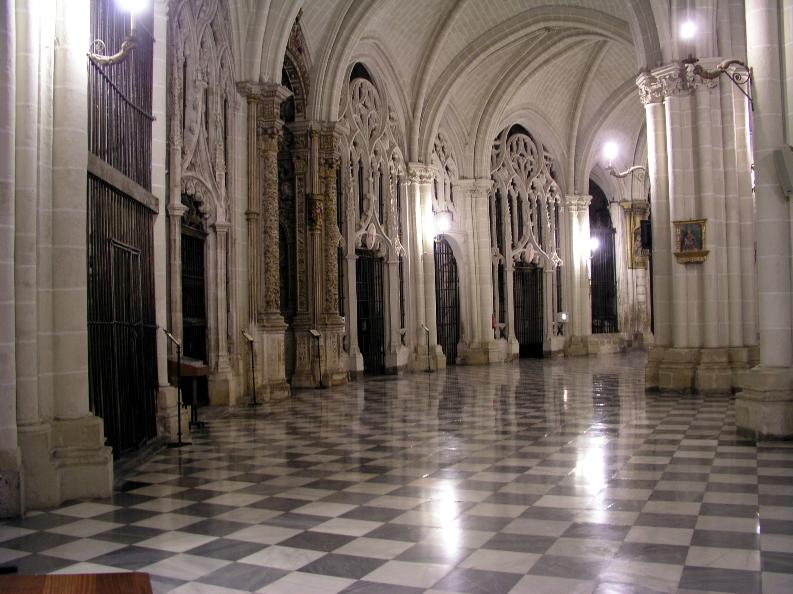
Chórový ochoz katedrály v Toledu

Roku 1153 založil první portugalský král Alfons I. Henriques ohromný cisterciácký klášter v Alcobaçe. Klášterní kostel byl budován od roku 1178, přičemž jeho výstavba postupovala velmi zvolna. Půdorysně navazuje kostel na kostel svatého Bernarda v Clairvaux, velkými okny a mimořádnou výškou chóru pak na další francouzské cisterciácké kostely, např. v Pontigny. Navazuje tak nikoli na gotiku z Île-de-France, kterou v podstatě ignoruje, ale na gotiku z oblasti Burgundska. Velmi nezvyklé je ovšem halové uspořádání kostela. Pozoruhodné je zde i řešení dalších částí kláštera, například křížové chodby z dvacátých let třináctého století, které navazuje na francouzské stavby z okolí Laonu. Obrovská velikost klášterního kostela i zde potvrzuje přímý vliv panovníka na jeho podobu a odráží tak i královské nároky a zájmy, což je charakteristické i pro další panovníky.

### Další španělské katedrály
Roku 1221 byl položen základní kámen katedrály v Burgosu. Chór byl dokončen už roku 1230 a vychází ze vzoru francouzské katedrály v Bourges. Ze stejného vzoru čerpá i mohutná o něco později založená arcibiskupská katedrála v Toledu, která napodobila Bourges i v počtu pěti lodí. Mnoha prvky, například trojlodním transeptem, ohromným dvojlodním chórovým ochozem a věncem původně patnácti kaplí francouzské vzory dokonce předčí. Stavitel zde použil širokou škálu tehdy moderních francouzských prvků. Pro zdejší prostředí je však typické, že užil také zcela maurský způsob utváření oblouků triforia.
Kolem roku 1255 byla zahájena výstavba katedrály v Leónu. Ta přejímá francouzské vzory už méně náhodně než katedrála v Toledu. Půdorys chóru vychází z Remeše, západní dvouvěžové průčelí navazuje na Saint-Denis, stejně jako rozměrná okna s křehkými kružbami, v nichž lze však vidět i vliv Sainte Chapelle. Programově se tak odvolává na významné francouzské královské stavby.
Všechny tři zmíněné španělské katedrály inicializoval král Alfons X. Gotické katedrály proto odrážejí jeho snahu vytvořit silný centralistický stát, plně podléhající osobě panovníka.

## Vrcholná gotika
Téměř až do patnáctého století bylo Španělsko rozděleno na několik malých soupeřících království, přičemž jižní území byla ještě velmi dlouho ovládána Araby, gotická architektura je zde proto velmi různorodá.

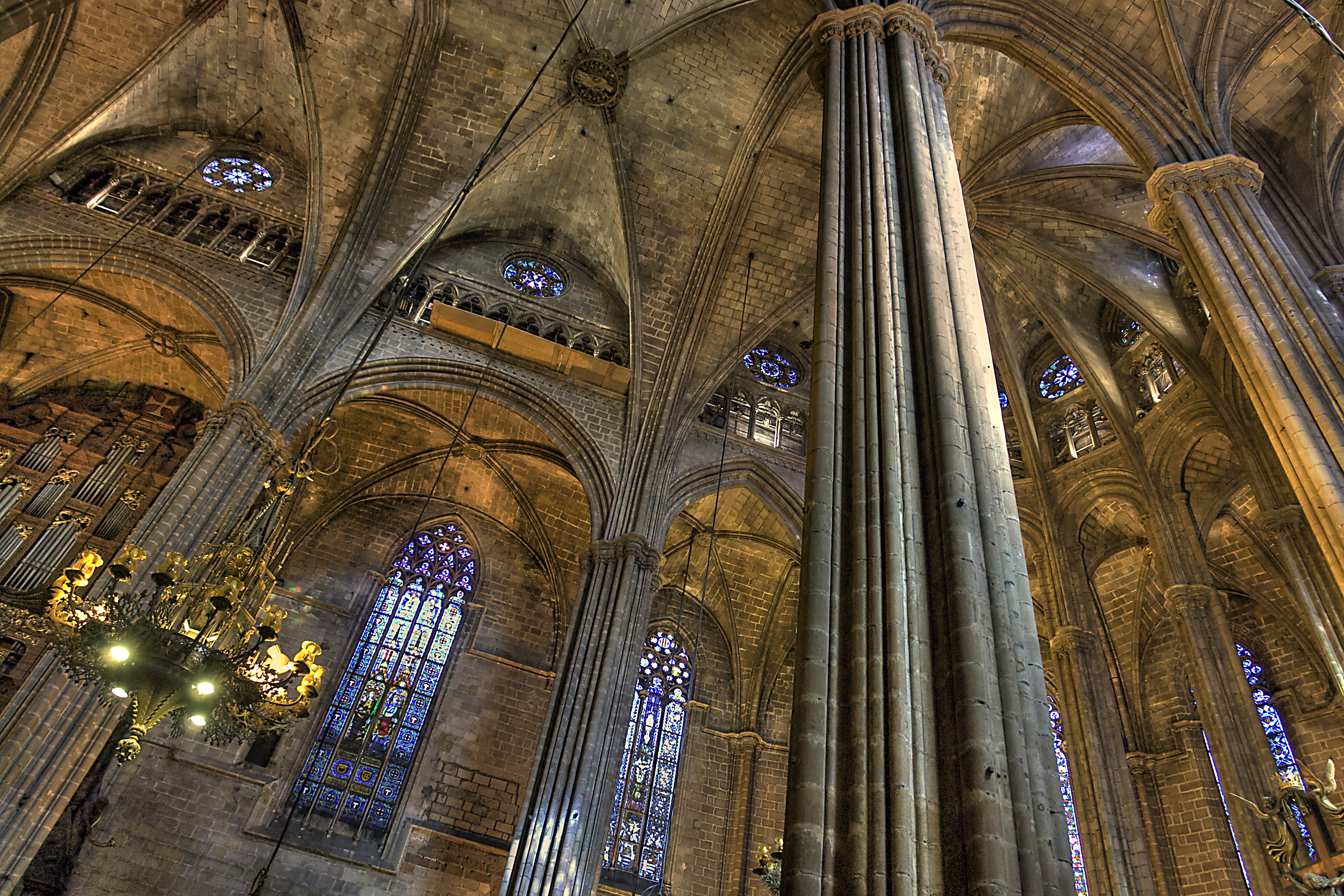
Interiér katedrály sv. Kříže a sv. Eulálie v Barceloně

### Katalánsko

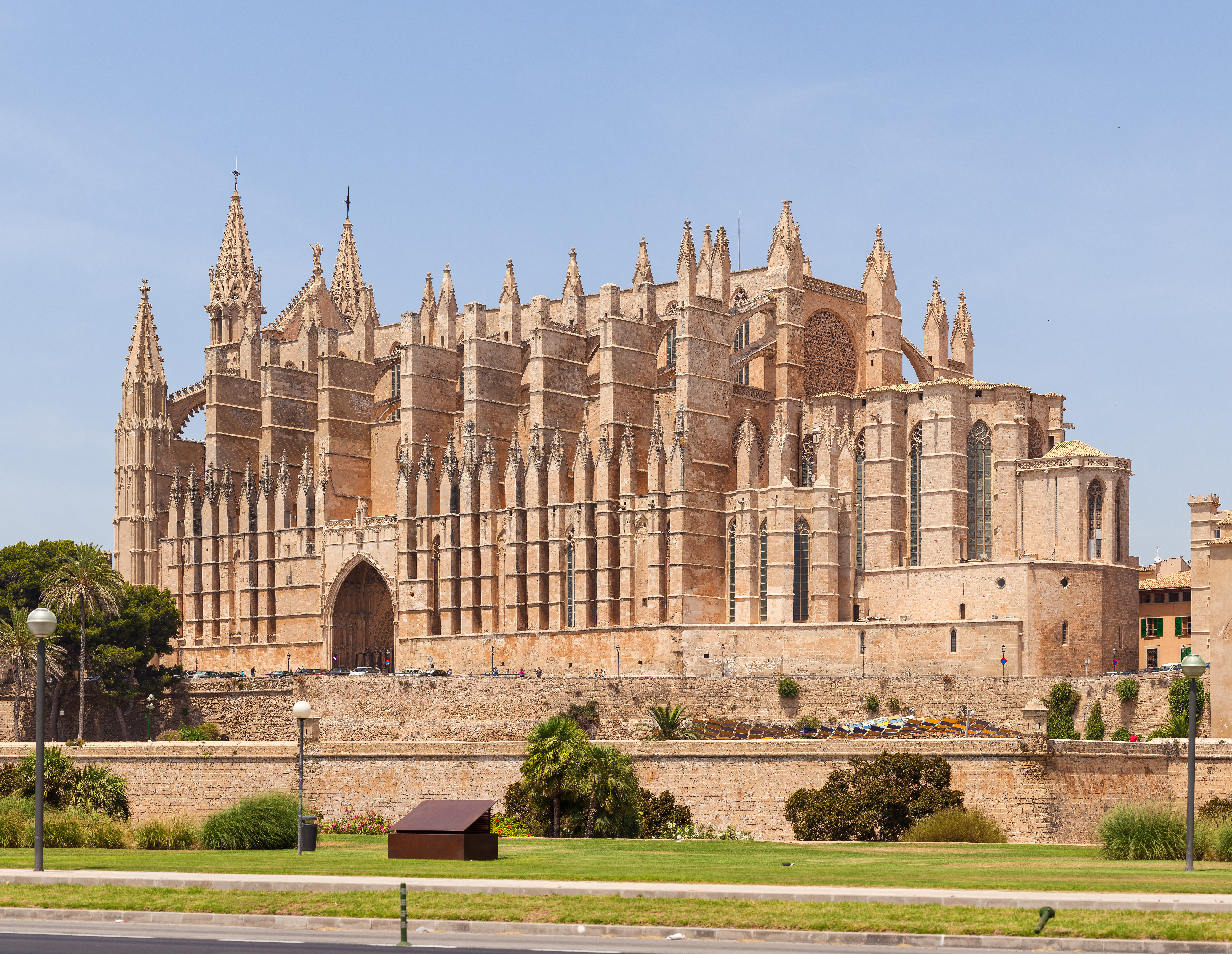
Katedrála v Palma de Mallorca

V Katalánsku patřícímu k Aragonské říši se nachází řada raně gotických cisterciáckých klášterů (Santes Creus,Poblet, Vallbona) Důležitou, v devatenáctém století zbořenou stavbou byl dominikánský kostel Santa Catalina v Barceloně, jehož výstavba začala roku 1221. Kostel byl monumentální sálovou stavbou spojující jihofrancouzskou strukturu prostoru s prvky vrcholné gotiky Île-de-France. Tento dnes zničený kostel ovlivnil řadu mladších katalánských gotických staveb.
Základní kámen katedrály sv. Kříže a sv. Eulálie v Barceloně byl položen 1. května 1298. Teprve roku 1337 byla dokončena krypta, jejíž pozoruhodná klenba mj. inspirovala Antoni Gaudího. V roce 1448 byly dokončeny klenby podélného traktu. Západní průčelí se střední věží je až dílem 19. a 20. století. Hlavní loď katedrály je prakticky dvojnásobně široká než lodě boční. Ty jsou téměř stejně vysoké, jako hlavní loď. Pro katalánské stavitelství je typické nevýrazné použití dekoru a pádné, monumentální pojetí celistvého prostoru.

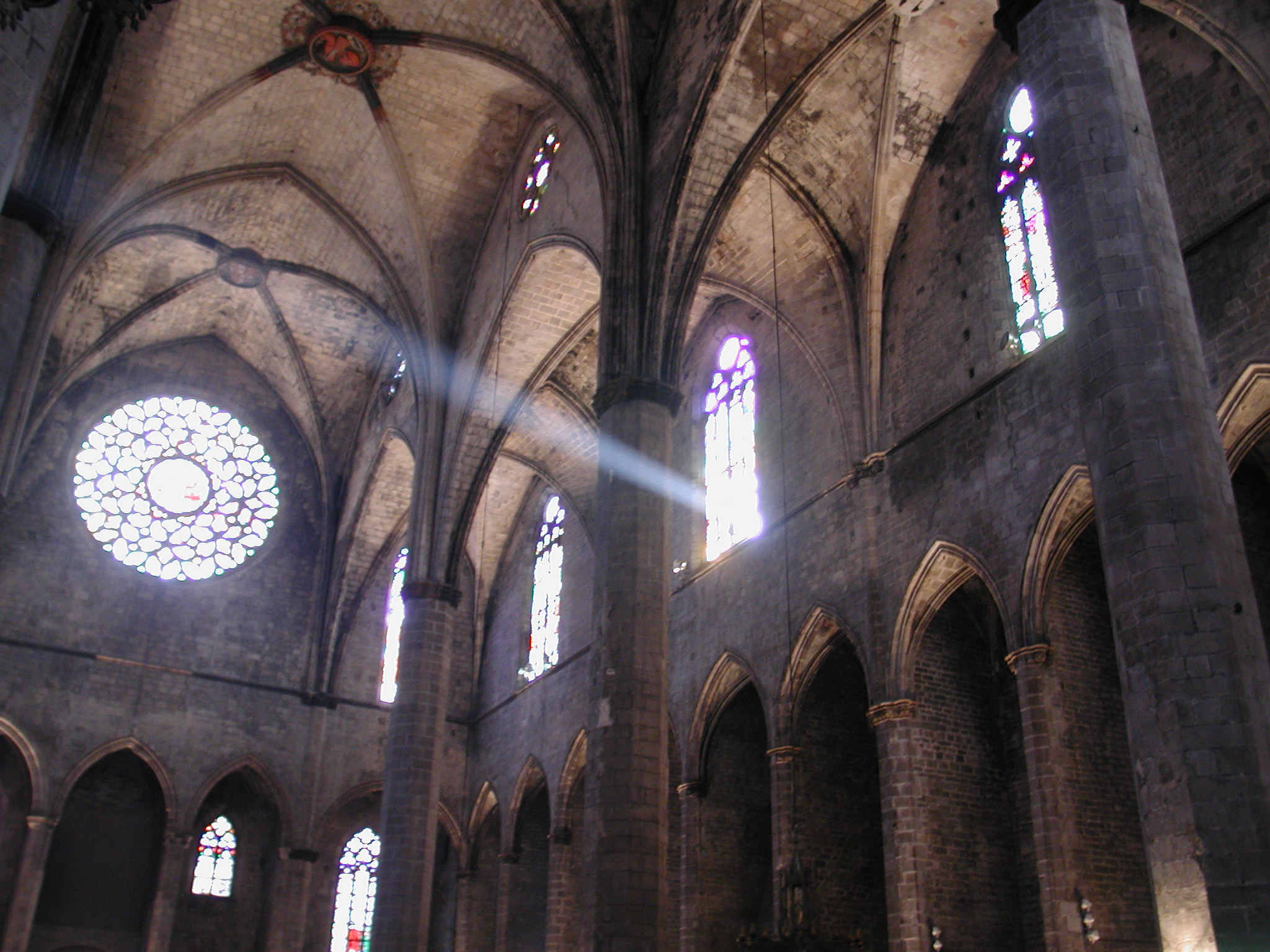
Interiér kostela Santa Maria del Mar

Ještě velkolepější je barcelonský kostel Santa Maria del Mar, zahájený roku 1329 a vysvěcený roku 1384. Struktura budovy je velmi podobná katedrále, ovšem Santa Maria del Mar je díky větším oknům světlejší, má přehlednější strukturu a působí ještě monumentálněji.
Katedrála Panny Marie v Gironě byla budována ve čtrnáctém a patnáctém století, původně jako trojlodní stavba. V roce 1417 ovšem bylo rozhodnuto vytvořit místo tří lodí jedinou, 23 metrů širokou a 34 metrů vysokou loď, která patří k nejodvážnějším gotickým konstrukcím na světě a je tak příznačným vyústěním stylových tendencí katalánské gotické architektury.
V Barceloně jsou dochovány dvě výjimečné světské stavby. V roce 1359–1362 vybudovaný Saló del Tinell – monumentální poradní sál královského paláce a unikátně dochované středověké doky, jejichž stavbu nařídil už koncem 13. století král Pedro III.

### Mallorca

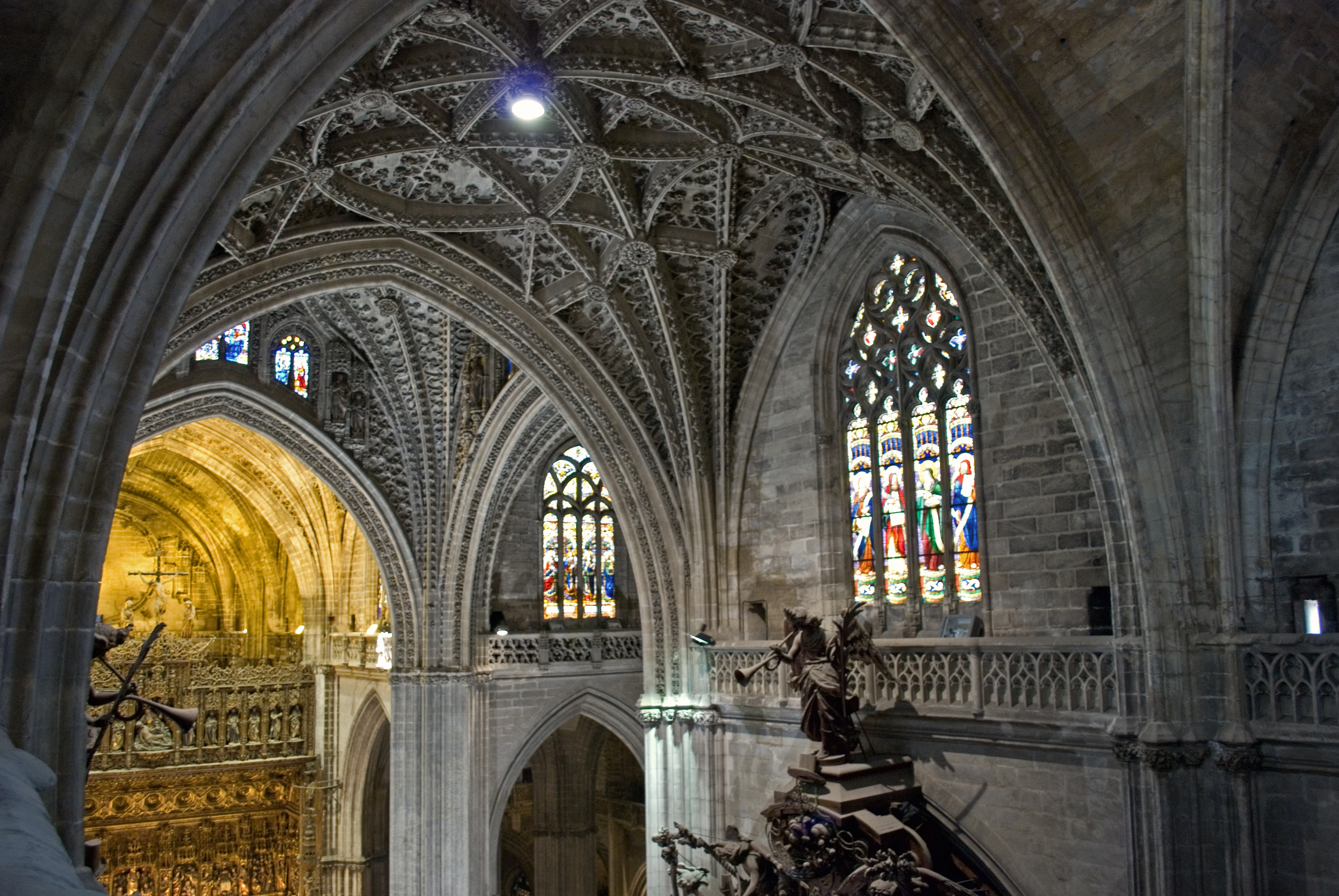
Interiér katedrály v Seville

Mallorca byla mezi lety 1276–1349 nezávislým královstvím, které zasahovalo hluboko do dnešní jižní Francie. Nejvýznamnější stavbou je nepochybně katedrála v Palma de Mallorca, jejíž výstavba byla zahájena kolem roku 1300. I zde jsou syntetizovány francouzské a španělské vlivy, Katedrála je na první pohled rozložitější a zdánlivě nižší stavbou s podstatně menšími a užšími okny, než by tomu bylo v Île-de-France. Nápadná je absence vysoké střechy. Jistě není náhodou, že katedrála působí doslova jako pevnost. Interiér s výškou 42 metrů a štíhlými pilíři mezilodních arkád nezapře francouzský vliv. Poměr výšky bočních lodí, které dosahují dvou třetin výšky lodi hlavní je ale zcela nefrancouzský a také konstrukce stlačených lomených oblouků je spíš maurská než gotická. Katedrála má také polygonální presbytář a dokonce rozvinutý vnější opěrný systém, který je sice pojat daleko masivněji než by tomu bylo ve Francii, ale přesto nezapře původně francouzský původ.

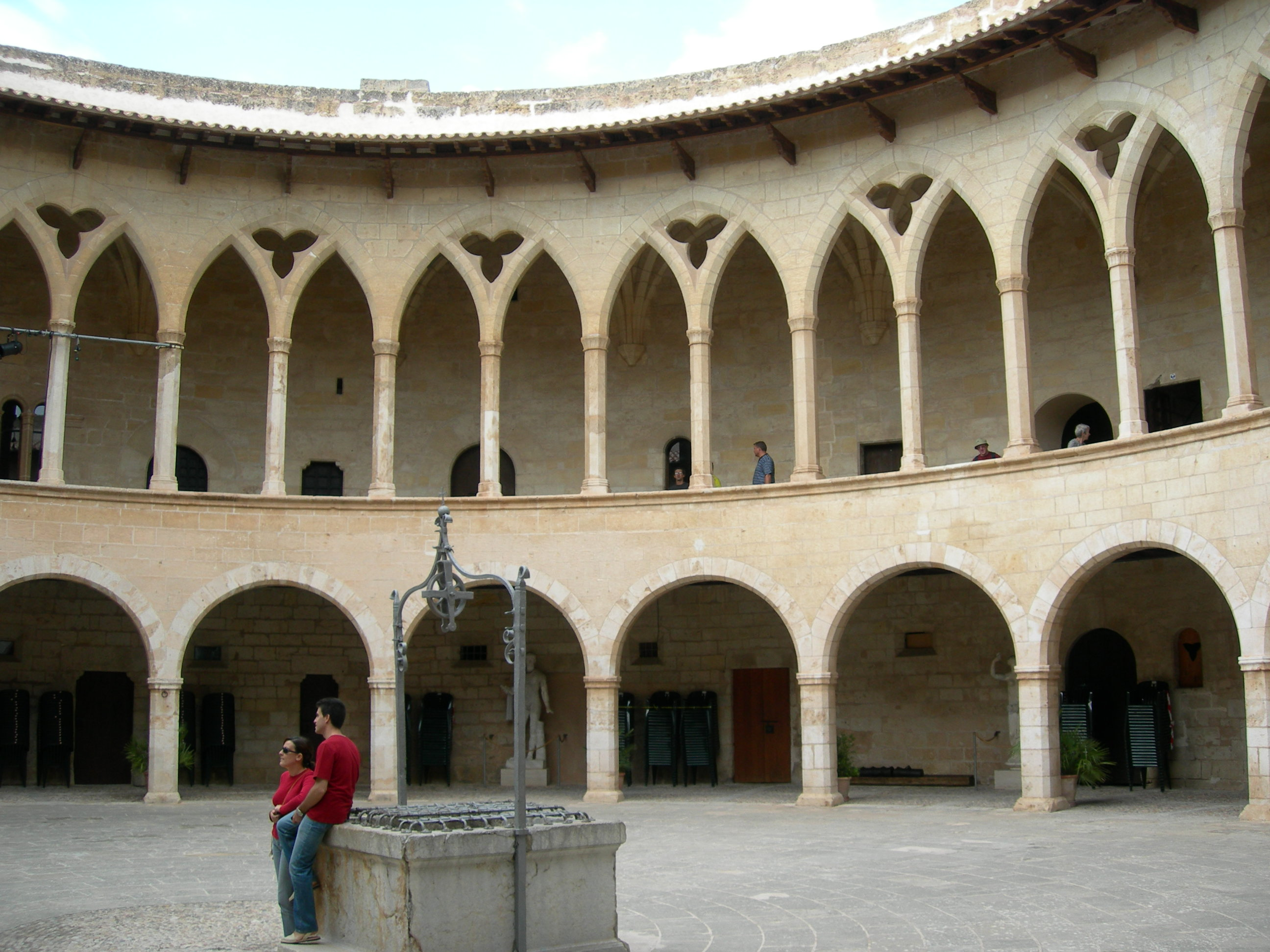
Arkáda v nádvoří Castellu Bellver

Typologicky zajímavou stavbou je Castell Bellver, postavený v letech 1309–1314 jako letní královská rezidence. Kruhovitá stavba je na jedné straně skutečnou středověkou pevností vybavenou čtveřicí věží a podřizující vše zájmům obrany a na druhé straně luxusním a elegantním sídlem jemuž dominuje arkádový dvůr vybavený křehkou dvoupatrovou gotickou arkádou.
Pozoruhodnou stavbou je také Llotja, burza v Palma de Mallorca z let 1426–1448. Tato blokovitá stavba s okny a portálem zdobenými flamboayantní dekorací a klenutým vnitřním prostorem neseným pouhými šesti stáčenými sloupy byla vzorem pro podobné stavby ve Španělsku i Itálii.

### Andalusie

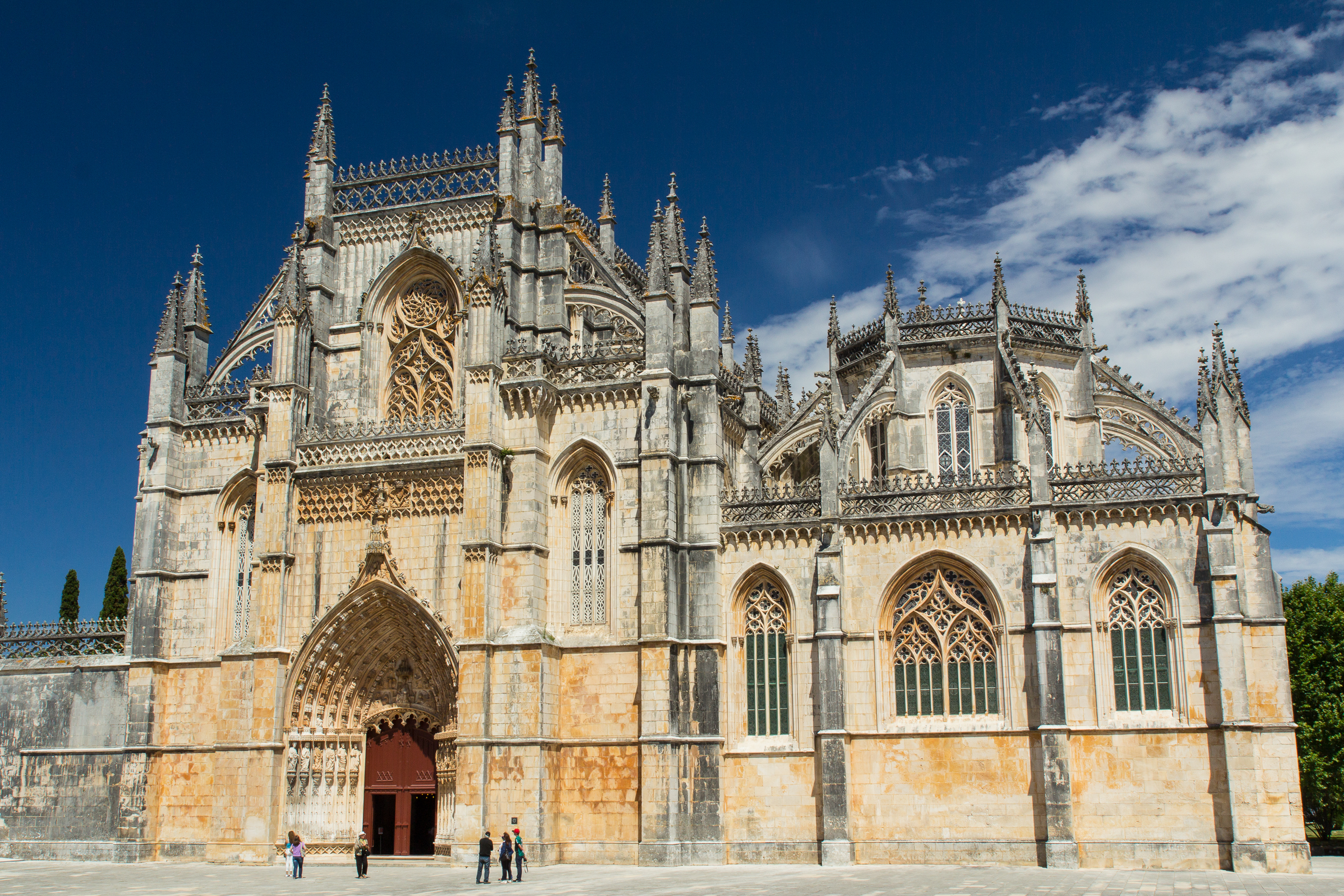
Klášter Batalha – vlevo západní průčelí klášterního kostela, vpravo Capela do Fundator

Andalusie byla jakožto nejjižnější část Španělska Araby ovládána nejdéle. Proto je zde také patrný nejvýraznější vliv arabských staveb a gotika zde nastupuje až velmi pozdě. Nejdůležitější stavbou andaluské gotiky je katedrála v Seville, zahájená roku 1402 a vysvěcená roku 1519. Podobně jako katedrála v Palma de Mallorca byla i zde vybudována na místě původní mešity, přičemž dodnes využívá původní minaret z roku 1198 jako zvonici a také současná obvodová zeď katedrály je ve spodní (cihlové) částí původním ohrazením dvora mešity. Katedrála tak demonstruje triumf křesťanství nad poraženým islámem.
Široký obdélník původní mešity předurčil rozměry katedrály. Ta je značně rozsáhlá, pětilodní a díky své značné šířce působí z venku velmi rozložitým dojmem. Průčelí takřka přetékají gotickým dekorem. Pětice žebrových kleneb v křížení je, na rozdíl od ostatních prostě zaklenutých polí, obohacena složitějšími vzory. Jižní pole jednodušší hvězdovou klenbou, ostatní čtyři pole velmi bohatou hvězdicovou klenbou s krouženými žebry. Samotné křížení je mírně zvýšené a vytváří náznak kupole či věže nad křížením. Exteriér katedrály zaujme rozvinutým opěrným systémem, který ještě podtrhuje stupňovitost stavby.
Další významnou stavbou, která také patří už spíše do pozdní gotiky je Capilla Real v Granadě. Katoličtí králové ji nechali postavit roku 1504 jako jejich rodové pohřebiště. To mělo opět politický význam, protože právě Granada byla poslední baštou islámu ve Španělsku a byla dobyta teprve roku 1492. Architektura kaple už patří do období pozdní gotiky, což je nejvýrazněji vidět na velmi zdobných kroužených žebrech hvězdové klenby, která kapli kryje.
Zatímco sakrální architektura v Andalusii je až demonstrativně gotická, světské stavby v této oblasti jsou velmi výrazně maurské a vytvářejí tzv. Mudejarskou architekturu. Ta užívá velmi často plošný geometrický ornament. Oblíbenými materiály jsou dřevo, keramické obklady, cihelné tvarovky.

### Portugalsko
Ve třináctém a čtrnáctém století a zejména po skončení reconquisty portugalského území v roce 1249 docházelo k šíření gotiky prostřednictvím klášterů a klášterních kostelů různých řádů. Z období rané gotiky je zde pak nepřehlédnutelný vliv cisterciáckého kláštera v Alcobaçe, jehož výstavbu inicioval portugalský král.
Také budování gotického východního závěru románské katedrály v Lisabonu v polovině 14. století inicioval portugalský král, konkrétně Alfons IV. Stavba byla bohužel už v průběhu výstavby několikrát poškozena zemětřesením a byla dokončena až v 15. století v pozměněné podobě, která více odpovídá místním tradicím, než původní architektonický projekt. Stavba zřejmě měla být vyšší a vznosnější. Na vnějšku se uplatňuje mohutný opěrný systém, který byl po proběhlých otřesech zřejmě výrazně zesílen.

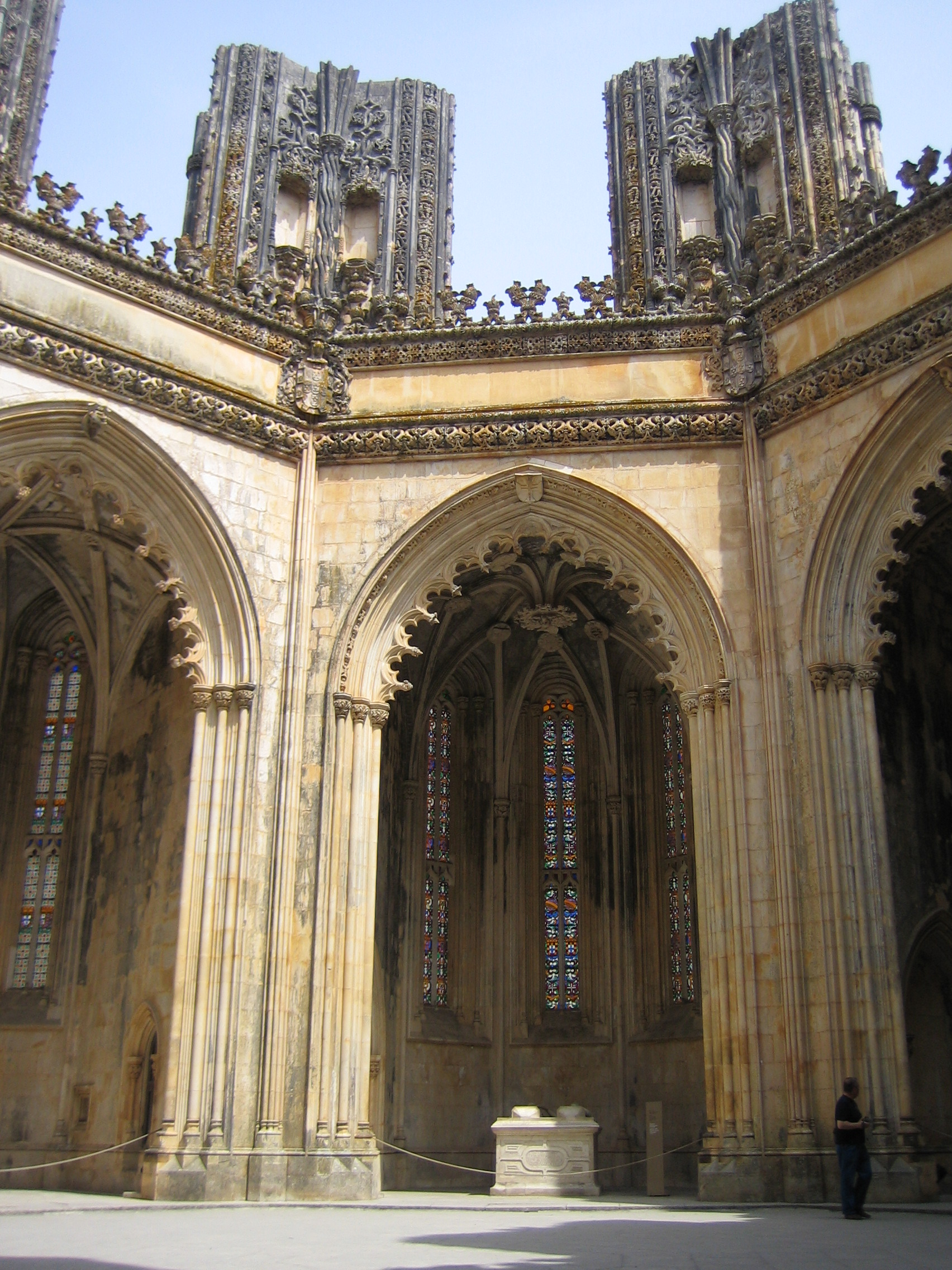
Klášter Batalha – interiér nedokončené Capelas Imperfeitas

Nedaleko od Alcobaçy, v Batalhe, se nachází klášter Panny Marie Vítězné, který je považován za nejvýznamnější vrcholně gotickou památkou v Portugalsku. Král Jan I. Veliký jej nechal vybudovat na počest a jako poděkování za vítězství v bitvě u Aljubarroty v roce 1385, kde zvítězil nad svým kastilským protějškem Janem I. Dominikánský klášter byl založen také jako královské pohřebiště a byl budován až do 16. století. Jeho výstavba tudíž zachycuje nejen vrcholnou, ale i pozdní fázi portugalské gotiky zvanou manuelský styl.
Roku 1388 naplánoval Alfonso Dominiques celou dispozici kláštera a započal jeho výstavbu budováním trojlodního klášterního kostela s transeptem a pěti navazujícími kaplemi. Typologicky kostel vychází ze staveb dominikánského řádu, ale ve značně větším měřítku (80 m délky, 22 m šířky, 32,5 m výšky). Některými prvky navazuje na kostel v Alcobaçe. V roce 1402 převzal po smrti Alfonsa Dominiqua mistr Huguet, architekt, který byl zřejmě anglického původu.
Kostel charakterizuje množství použitého flamboyantního dekoru, který je kombinován s lineárně vedenými pruty přípor, portálů, oken či mezilodních arkád. Architektura proto nepůsobí přeplněně, nýbrž velmi lehce, vznosně a vytříbeně. V křížových chodbách kláštera je patrný kontrast mezi bohatou výzdobou manuelského umění v Královském ambitu a strohostí, zádumčivostí ambitu Alfonse V. Nejcennějšími součástmi areálu jsou vedle samotného klášterního kostela především Capela do Fundador (1426–34) a nedokončená Capelas Imperfeitas.

## Pozdní gotika

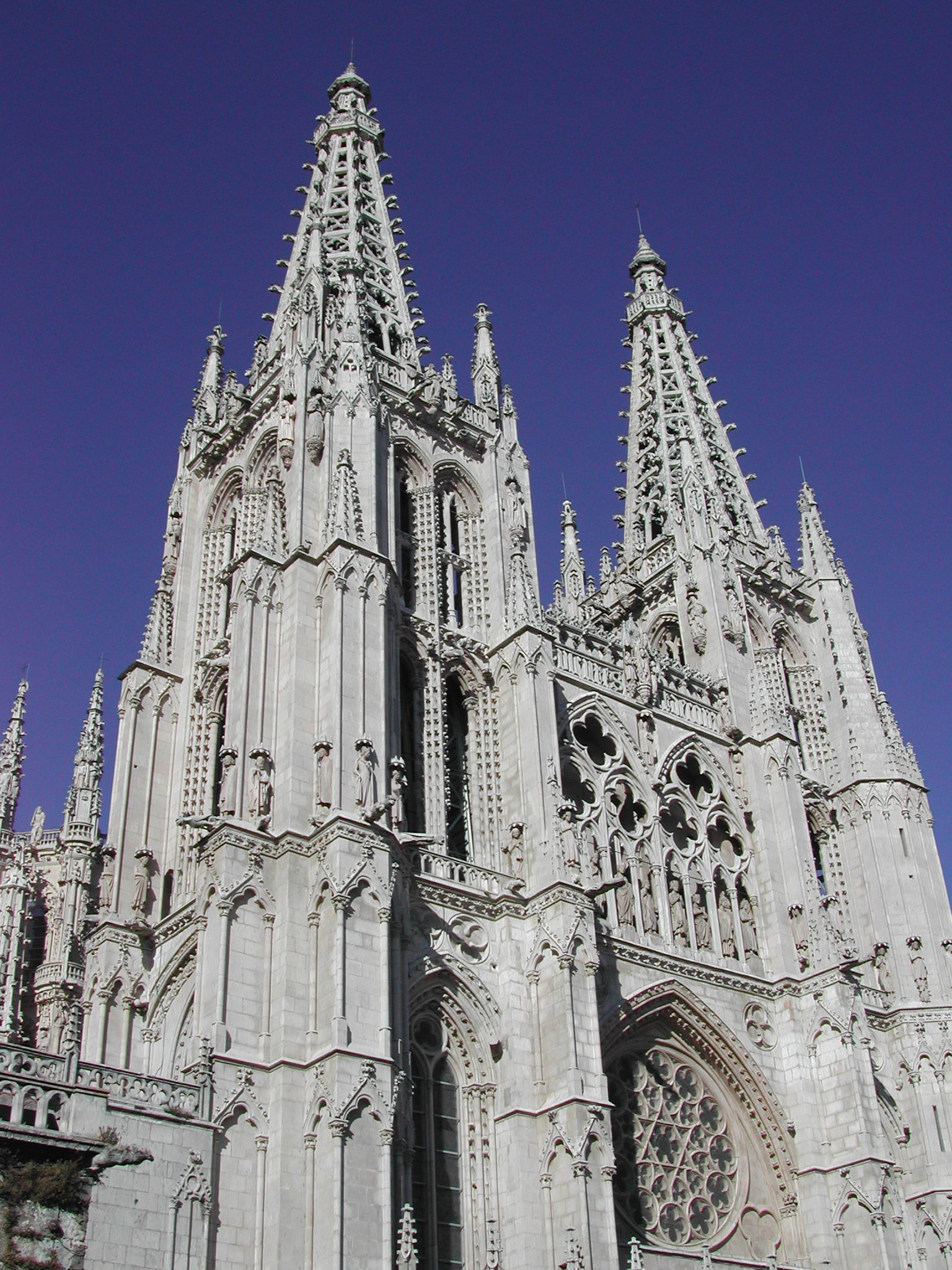
Průčelí katedrály v Burgosu – řada prvků, například prolamované helmice věží prozrazují práci německých mistrů

Podobně jako ve střední Evropě je i na pyrenejském poloostrově stavěno v gotických formách hluboko do raného novověku. Španělská a portugalská pozdní gotika si přímo libuje v množství fantaskního flamboyantního dekoru, který je v 17. století téměř plynule přechází do podobně těžkého a fantaskního dekoru barokního období.

### Kastilie (Hispano-vlámský styl)

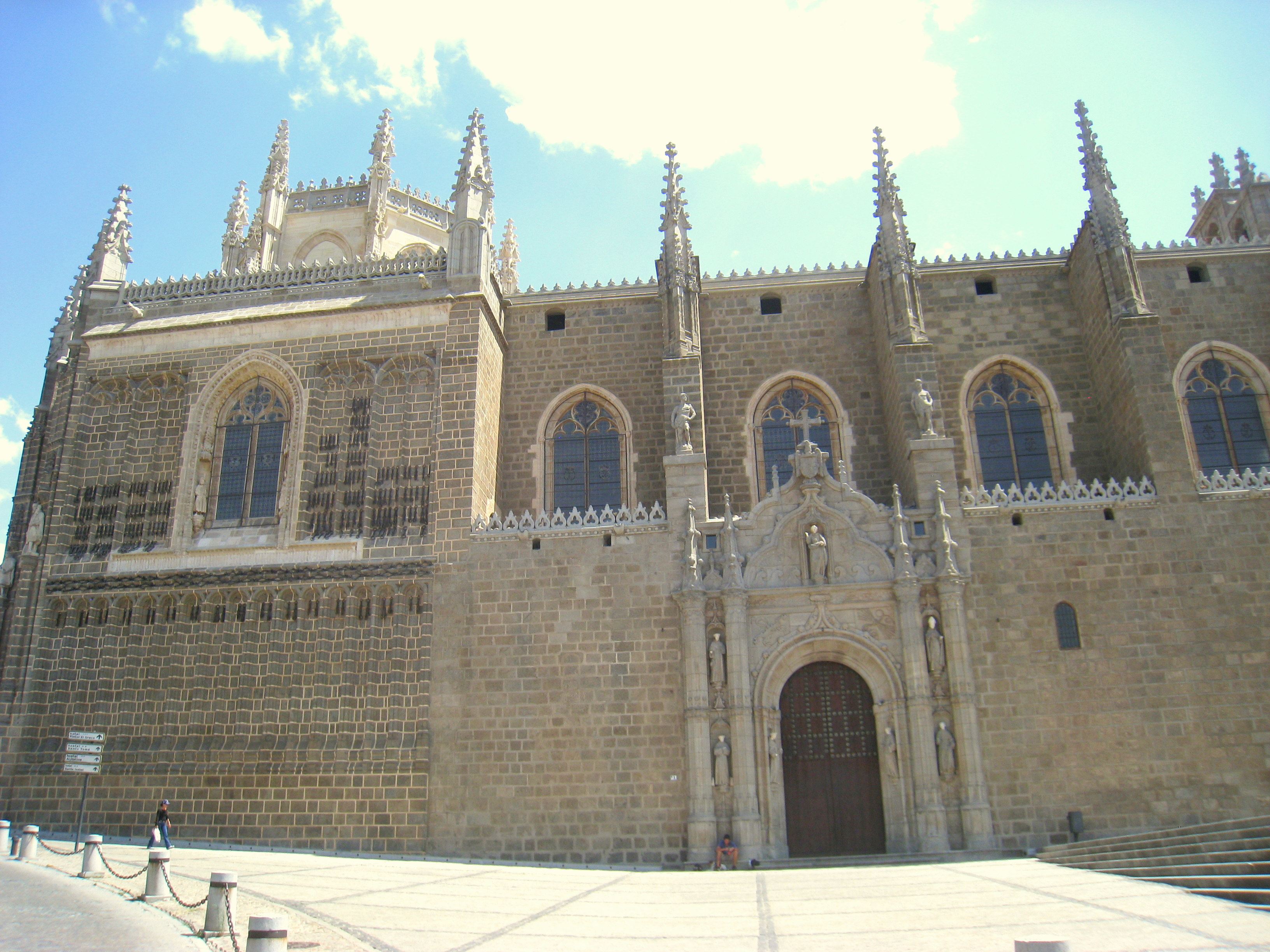
San Juan de los Reyes v Toledu

Na počátku 15. století se za vlády Jana II. prohloubilo spojení s Burgundskem]a intenzivní obchodní vztahy s Flandrami. V architektuře a umění vůbec proto došlo k příchodu řady francouzských, flanderských či německých umělců a k vzniku tzv. Hispano-vlámského stylu. V něm došlo k syntéze místních, maurských prvků s aktuálními flamboyantními prvky pozdní gotiky. Hispano-vlámský styl je velmi dekorativní a často pokrývá ornamentem rozsáhlé plochy zdiva. Činí tak ovšem pro Španělsko netypickým způsobem, který je charakterističtější spíše pro Francii či Německo.
Nejvýznamnější ukázkou tohoto stylu je Kapilla del Condestable v Burgosu. Hispano vlámský styl se však projevuje i na jiných částech této katedrály. Prolamované helmice věží katedrály například vycházejí z německých vzorů v Ulmu a Esslingenu. Toto přejímání německých vzorů nepochybně souvisí s prací německých architektů. V té době zde působil například mistr Hans z Kolína nad Rýnem. Jeho syn Šimon (španělsky „Simón de Colonia“) je autorem už zmíněné kaple del Condestable.

### Architektura katolických Veličenstev (Isabelský styl)
Na Hispano-vlámský styl navazuje na konci 15. a na počátku 16. století styl odvozovaný někdy od královny Isabely Kastilské a nazývaný proto „Isabelský styl“, nebo přesněji, „styl katolických veličenstev“.
Základním architektonickým počinem, který ovlivnil mnohé mladší stavby tohoto stylu je klášter jeronymitů El Parral v Segovii. V jednolodním kostele s trojlistým závěrem se uplatňují mohutné hvězdové klenby. Další významnou stavbou je františkánský klášter San Juan de Los Reyes v Toledu. Královna jej založila roku 1476. Architektem byl Juan Guas (Jean Wast), zřejmě Bretonec. Stavba vyniká uměleckou i technickou virtuozitou. Uplatňují se zde síťové klenby, dekor je velice bohatý a důmyslný. Nádhera stavby, která je v rozporu s požadavky františkánské řehole, svědčí o jasné snaze oslavit královskou moc, neboť kostel byl zamýšlen jako královské pohřebiště.
Dalšími významnými stavbami je kostel San Tomás v Álvile, Colegiio de San Gregorio a kostel San Pablo ve Valladolidu či budova univerzity v Salamance. Zvláště poslední tři stavby vynikají nesmírně bohatým dekorem, který je uplatňován na důležitých částech průčelí takřka plošně.

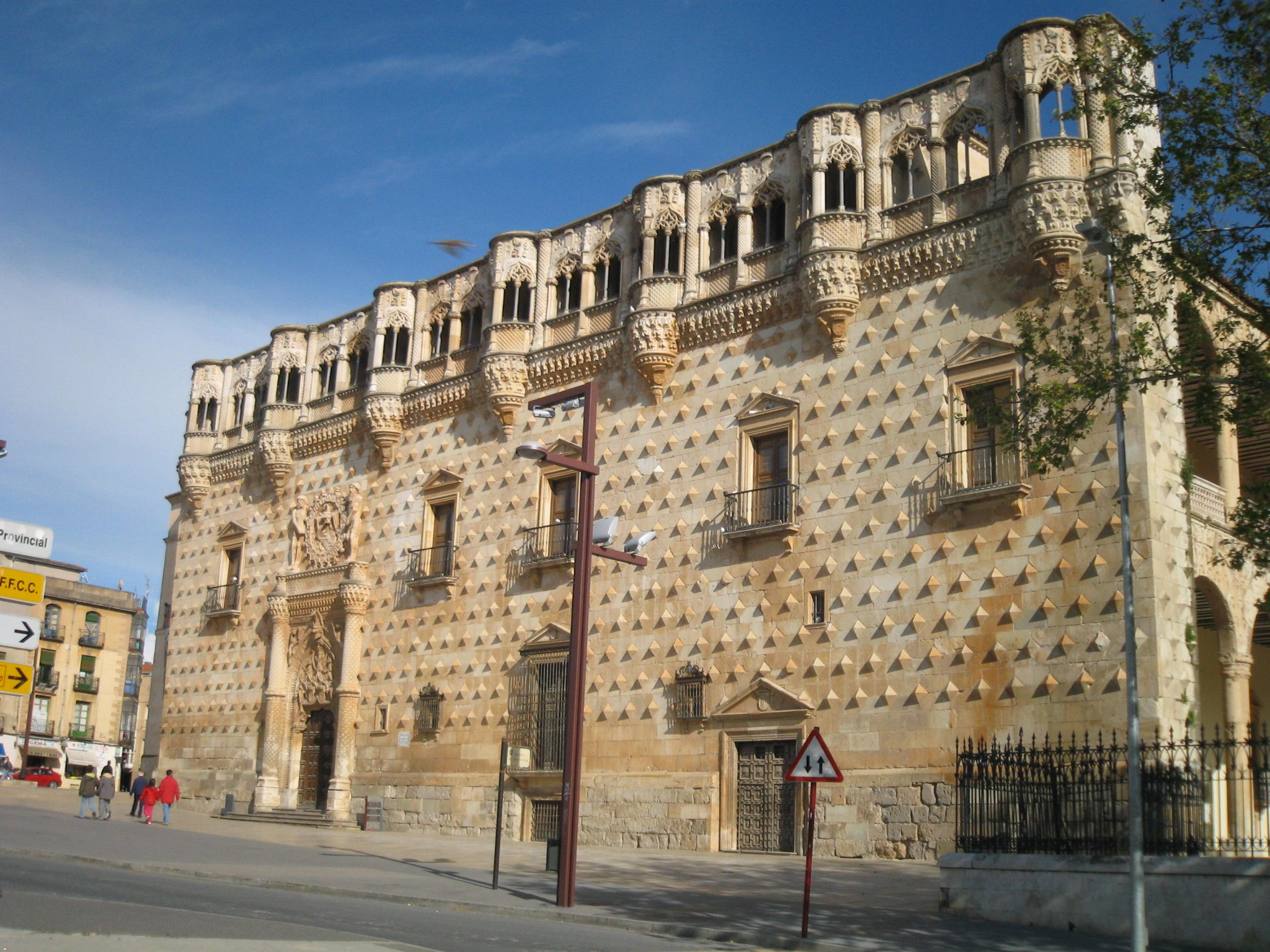
Průčelí Palacia de Infantado v Guadalajaře

Významnými stavbami jsou také nemocnice v Santiagu de Compostela a v Granadě s řadou mudejarských prvků.
Pozoruhodné jsou také kastilské zámky z této doby. Právě na nich je zcela jednoznačně patrné, že světské stavby z období katolických králů velmi výrazně vycházely z arabských vzorů, zatímco církevní stavby se držely vzorů evropské gotiky. Nejvýznamnějšími zámeckými stavbami jsou monumentální Castillo de Coca, Castillo El Real de Manzanares či nesmírně dekorativní Palacio de Infantado v Guadalajaře s pozoruhodným arkádovým nádvořím.

#### Příklady
- Klášter San Juan de los Reyes v Toledu
- Královská kaple v Granadě
- Colegio de San Gregorio ve Valladolidu

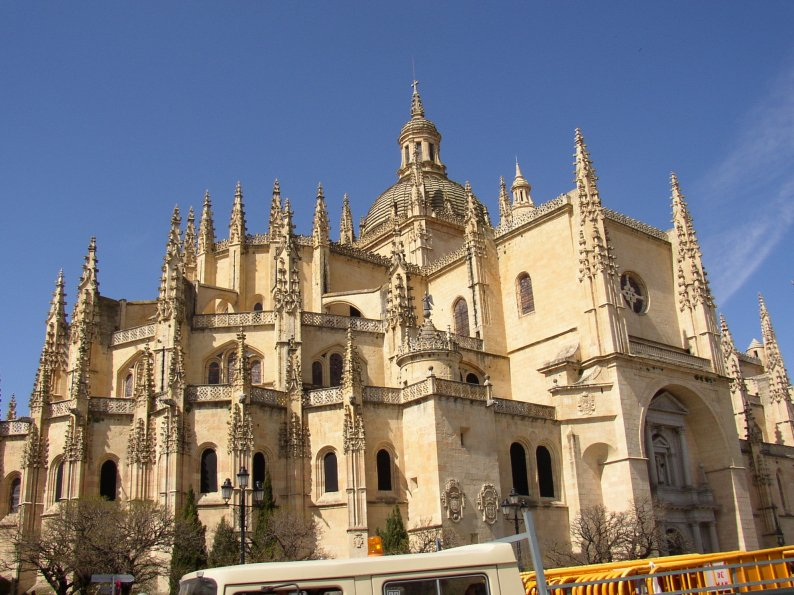
katedrála v Segovii

- Palác Infantado v Guadalajaře
- Palác Jabalquinto v Baeze v Jaénu
- Kostel San Pablo ve Valladolidu

### Španělské katedrály šestnáctého století

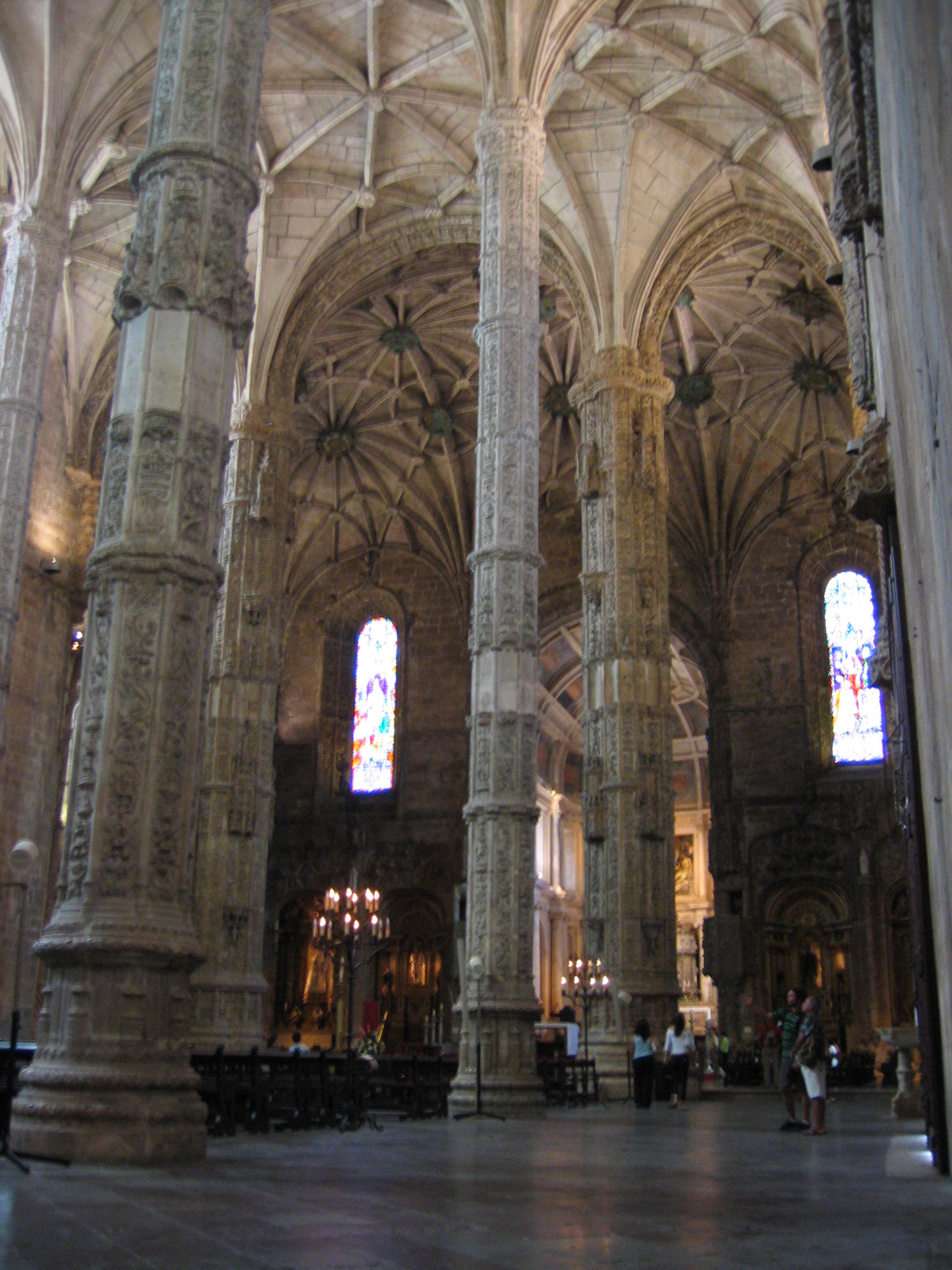
Interiér klášterního kostela jeronymitů v Belému

Nejen po celé 16. století, a v některých případech až do počátku 18. století byly ve Španělsku budovány pozdněgotické stavby. Některé z nich jsou dokonce velmi významné a patří k vrcholům španělské gotické architektury. Neznamená to však, že by ve Španělsku nevznikaly renesanční stavby. Vedle gotických staveb, označovaných moderno, zde vznikají i stavby vysloveně renesanční, označované slovy a lo romano.
Už v roce 1471 byla zahájena výstavba trojlodní katedrály v Astorze. I zde je patrný vliv německé architektury zprostředkovaný stavebními mistry. Zároveň obsahuje však stavba také množství typicky španělských prvků. Katedrála nemá transept a je na východě uzavřena trojicí polygonálních závěrů. Plášť člení řada fiál a interiér je zaklenut hvězdovými klenbami.
Na tuto stavbu navazuje katedrála v Salamance, Palencii a Segovii. Stavba posledně jmenované byla zahájená v roce 1525 a je opatřena polokruhovým závěrem, vycházejícím v podstatě ještě z románské architektury. Exteriér upoutá svou stupňovitostí, a také řadou mohutných fiál, které katedrále dodávají charakteristický vzhled.

### Portugalsko (Manuelská architektura)
Termínem manuelská gotika je označováno portugalské umění z doby krále Manuela I. Vyznačuje se gotickou formou s renesančním vlivem, použitím arabských prvků a bohaté vegetabilní dekorace. Charakteristický styl dokládá rozkvět země, neboť Portugalsko se v této době stalo bohatou kosmopolitní námořní velmocí.
Významnou stavbou tohoto období je františkánský kostel v Évoře, který vyniká mohutným, sceleným prostorem jediné lodi, na niž navazují boční kaple a nehluboké presbyterium. Z mnoha dalších kostelů z tohoto období je možné zmínit kostel Santa Maria de Magdalena v Olivenze s řadou vysloveně pozdněgotických prvků, jako jsou stáčené sloupy či záclonový triumfální oblouk.

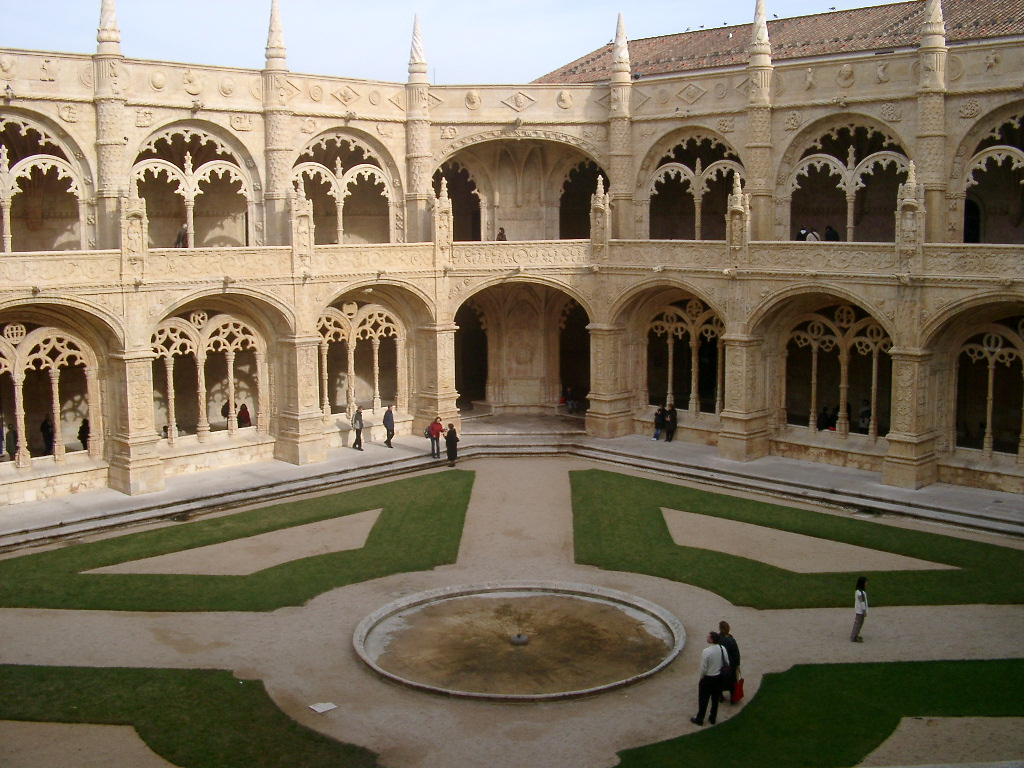
Křížová chodba kláštera Jeronimitů v Belému

Hlavním dílem tohoto období je však klášter jeronymitů v Belému (Betlému), který leží před branami Lisabonu. Tento rozsáhlý komplex, který byl vybudován převážně v první polovině 16. století. Klášterní kostel je koncipován jako rozlehlé síňové trojlodí s širokým transeptem, zaklenuté tvojím[zdroj?] typem složité síťové klenby. Šestice mohutných, 25 metrů vysokých osmibokých sloupů je pokryta bohatým renesančním florálním ornamentem. Zvláštní směsí stylů je však i dvoupatrová křížová chodba kláštera. Ta je považována za jeden vrcholů manuelské architektury. Architekty byli Diogo Boytac a Španěl João de Castilho (asi 1475–1552).
Nedaleká slavná Belémská věž je jedním z dnešních architektonických symbolů Lisabonu. Tato bohatě dekorovaná fortifikační stavba strážila ústí řeky Tejo a vjezd do Lisabonu. Stavitelem Torre de Belém byl v letech (1515–1521) pevnostní architekt Francisco de Arruda.
Pokračovala také výstavba Batalhy. Mateus Fernandes zde vedl významnou stavební huť, která roku 1509 dokončila portál Capelas imperfeitas, nejbohatší a nejjemnější kamenickou práci portugalské pozdní gotiky. Poté se však další práce na klášteře víceméně zastavily kvůli přesunu zájmu krále Manuela I. na výstavbu reprezentativního Jeronýmského kláštera v Belému.

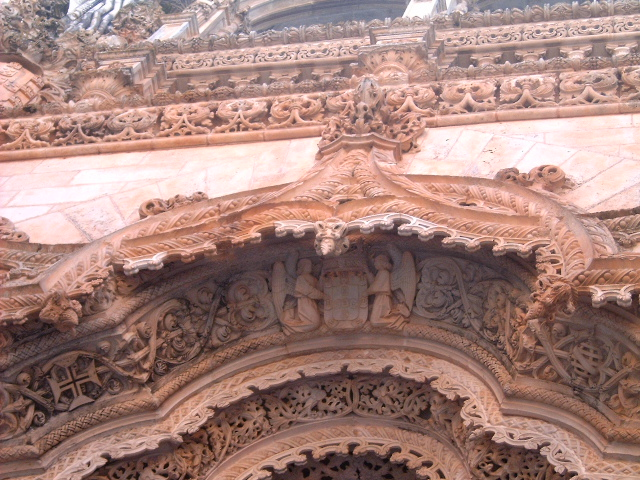
Detail portálu Capelas imperfeitas v klášteře Bathala

Jednou z nejznámějších ukázek manuelského dekoru je okno kapitulního sálu v klášteře Řádu Kristova v Tomaru. V tomto období zde působili João de Castilho a Diogo de Arruda, kterému se připisuje autorství výzdoby "Tomarského okna", které je součástí nesmírně bohaté ornamentální a figurální dekorace fasády, mírně kontrastujícího se střízlivěji pojatým interiérem. I tady se výzdoba soustředí na symboliku náboženskou a na oslavu vládnoucí dynastie a objevitelských cest.